# Сент-Луис (лайнер)
«Сент-Луис» — судно, которое получило известность благодаря так называемому «Плаванию обречённых» — неудачной попытке еврейских эмигрантов избежать нацистского преследования.

## История судна
Корабль был построен в Бремене на верфи «Вулкан» по заказу Гамбургского Американского пароходства. Это было дизельное судно, что, соответственно, было обозначено в его названии как «MS» или «MV». Часто также оно упоминается под названием «SS St. Louis». «Сент-Луис» был предназначен как для трансатлантических путешествий, так и для круизного отдыха. Корабль выполнял регулярные трансатлантические рейсы из Гамбурга в Галифакс и в Нью-Йорк, а также круизные рейсы в Вест-Индию.

## Плавание обречённых

### Перед отправлением
После событий Хрустальной ночи (начало ноября 1938 года) немецким евреям стало очевидно, что из Германии необходимо уезжать как можно быстрее. Одна из немногих оставшихся возможностей — эмиграция в Соединённые Штаты Америки, но и она была ограничена ежегодными иммиграционными квотами. Люди записывались в так называемый лист ожидания и выезжали в США только по мере подхода очереди. В условиях гитлеровского режима дожидаться в течение нескольких месяцев или даже лет разрешения на выезд было равносильно гибели.

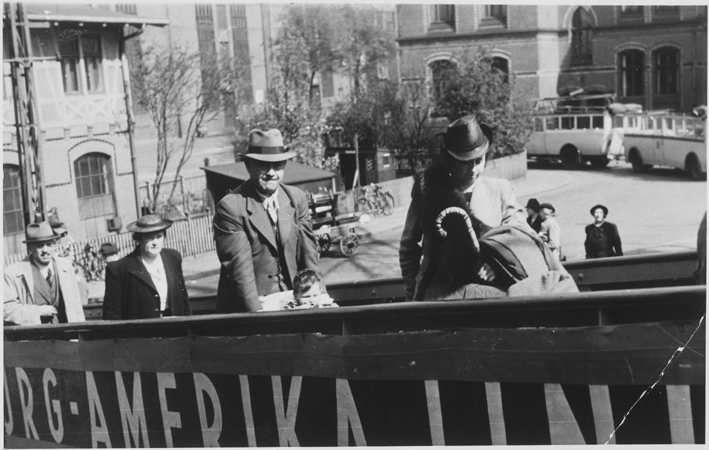
Посадка на борт в порту Гамбурга

В мае 1939 года около девятисот немецких евреев приобрели билеты на корабль «Сент-Луис», следующий рейсом на Кубу, вместе с разрешением на временное проживание, рассчитывая уже в безопасности на Кубе дождаться своей очереди на получение американской визы.
Билет стоил дорого, и многие семьи могли отправить за границу только кого-то одного — с тем, чтобы по прибытии он попытался забрать из Германии и всех остальных. Некоторые евреи попали на корабль прямо из концентрационных лагерей, откуда их чудом удалось выкупить родственникам.

### Политическая обстановка на Кубе и в Америке
Кубинская экономика в 1939 году находилась в состоянии депрессии, рабочих мест не хватало; в этих условиях ксенофобские и антисемитские настроения у кубинцев нарастали как под влиянием германских агентов, так и благодаря деятельности Кубинской нацистской партии. В частности, 8 мая 1939 года в Гаване была организована массовая антисемитская демонстрация, в которой участвовали около 40 тысяч человек.
Несмотря на эту обстановку, Мануэль Бенитес, руководитель кубинского иммиграционного управления, воспользовавшись имевшейся у него возможностью выдавать обычные туристические визы, продавал их пассажирам «Сент-Луиса» по непомерно завышенной цене под видом разрешений на постоянное проживание, собрав на этом свыше полумиллиона долларов в свою пользу.
На момент отправления «Сент-Луиса» из Германии эти визы уже не имели законной силы, так как кубинский президент Федерико Ларедо Бру, узнав о махинациях Бенитеса, принял поправку к закону, аннулировавшую выданные им визы. Но ни судовая команда, ни пассажиры не знали о том, что они отправляются на Кубу с документами, утратившими силу ещё до начала плавания.
В США в это время все ещё ощущались последствия Великой депрессии, в частности, силён был страх перед безработицей и бытовало представление, что «иммигранты отнимают работу». Не желая вступать в предполагаемую жёсткую конфронтацию с Конгрессом, президент Франклин Рузвельт не стал увеличивать иммиграционные квоты даже на минимальную величину.
Ещё более суровой была иммиграционная политика Канады, к властям которой также обращались пассажиры парохода — Фредерик Блэр, директор иммиграционной службы, проводил политику ограничения иммиграции по расовому признаку, и евреи в его глазах были нежеланными (в чём его поддерживала тогдашняя политическая элита Канады).

### Отправление из Гамбурга и плавание через Атлантику

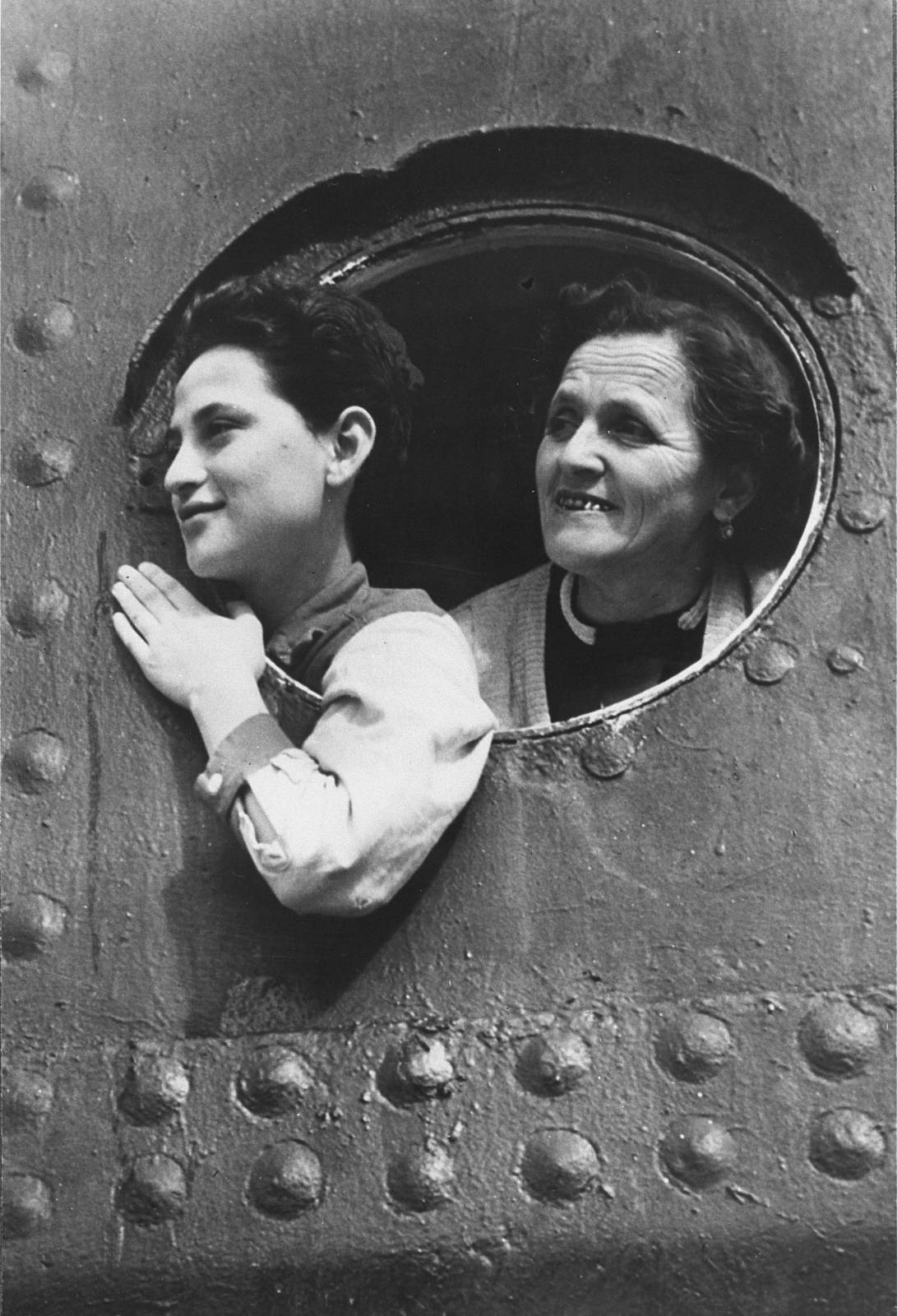
Еврейские беженцы на борту «Сент-Луиса»

13 мая 1939 года «Сент-Луис» отправился из Гамбурга на Кубу с 930 еврейскими беженцами на борту. Капитан судна Густав Шрёдер ещё перед началом плавания собрал более 200 членов команды и предупредил их о том, что они должны обращаться с беженцами достойно — точно так же, как с любыми другими пассажирами обычного круизного рейса. Не все члены команды разделяли взгляды капитана, но Шрёдер был настроен против нацистов. После лишений и унижений, выпавших на их долю, пассажиры «Сент-Луиса» оказались в неожиданно комфортных условиях.
Но во время самого путешествия как из Гамбургского пароходства, так и из Кубы стали приходить тревожные телеграммы противоречивого содержания, общий смысл которых заключался в том, что возможность высадки пассажиров на Кубе всерьёз ставится под сомнение.
Накануне прибытия в Гавану Шрёдер получил телеграмму от кубинского представителя пароходства, в которой содержалось требование, чтобы «Сент-Луис» не подходил к причалу, а стал на рейде гаванского порта.

### Стоянка на Кубе
27 мая 1939 года «Сент-Луис» бросил якорь на гаванском рейде. Ни один из пассажиров не получил разрешения сойти на берег. Тревожные настроения среди беженцев возрастали, и, не выдержав неизвестности, один из пассажиров вскрыл себе вены и бросился за борт. Его спасли и увезли на карете скорой помощи; по иронии судьбы этот человек стал одним из немногих беженцев, кому впоследствии удалось остаться на Кубе: шестеро пассажиров «Сент-Луиса» не были евреями и отправились на Кубу по своим делам, ещё 22 пассажира еврейского происхождения имели при себе действующие кубинские визы (выданные не мошенником) и паспорта.
Корабль простоял на рейде 4 дня. В течение этого времени происходили интенсивные переговоры, в которых участвовали президент Брю, Бенитес, кубинское правительство, представители пароходства и американского Джойнта. Суммы, которую требовали кубинские власти за предоставление пассажирам «Сент-Луиса» возможности сойти на берег (около полумиллиона долларов), в распоряжении «Джойнта» не было. Президент не желал идти на уступки и в конце концов прервал переговоры.
1 июня 1939 года капитан «Сент-Луиса» получил приказ покинуть территориальные воды Кубы, в противном случае корабль был бы атакован силами кубинского военного флота. Вплоть до 6 июня «Сент-Луис» кружил вблизи кубинских берегов, надеясь на отмену решения кубинского президента. Но этого не произошло. Соединённые Штаты между тем сообщили, что не превысят иммиграционную квоту. Капитан принял решение направить корабль обратно в Гамбург.
Формально как кубинская сторона, так и американская действовали юридически корректно, в точности исполняя прописанные в этих странах законы. Но, отказывая еврейским беженцам в приёме, они знали, что обрекают их на гибель.

### Обратный рейс

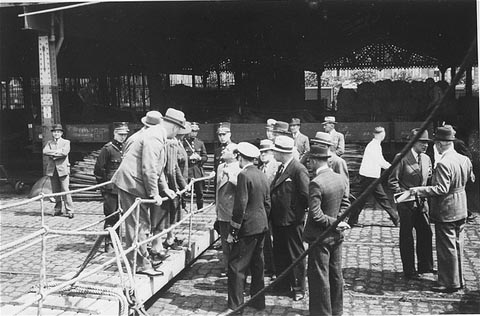
Густав Шрёдер ведёт переговоры в порту Антверпена о получении беженцами разрешения на въезд

6 июня 1939 года «Сент-Луис» отправился в обратный путь. Положение на корабле было отчаянным: от надежды на новую свободную жизнь осталось одно-единственное желание — избежать немедленной гибели по возвращении в Германию. Только в самый последний момент Джойнту всё-таки удалось добиться, чтобы пассажирам «Сент-Луиса» было разрешено сойти на берег в других европейских странах: 287 человек согласилась принять Великобритания, 224 — Франция, 214 — Бельгия и 181 — Голландия.
17 июня «Сент-Луис» пришвартовался в Антверпене, где на берег сошли те, кого приняли Бельгия и Голландия, затем корабль высадил пассажиров во Франции и Англии. Кому-то из беженцев удалось поселиться у родственников или друзей, большую часть людей разместили в лагерях при специальных центрах помощи, проживание в которых финансировалось Джойнтом. 21 июня 1939 года «Сент-Луис», высадив всех пассажиров, направился в порт приписки — Гамбург.
В мае-июне 1940 года немецкие войска оккупировали страны Западной Европы, и беженцы с «Сент-Луиса» разделили судьбу местных евреев. В результате, по оценкам, из пассажиров «Сен-Луис» Холокост и войну пережило лишь около 680 человек — 288 из высадившихся в Великобритании и примерно половина из тех, кто оказался в континентальной Европе.

## Увековечение памяти
После войны капитан Шрёдер был награждён Федеративной Республикой Германии орденом «За заслуги». В 1993 году в израильском Национальном мемориале Холокоста Яд ва-Шем Густав Шрёдер был посмертно удостоен звания «праведника мира» за героизм, проявленный при спасении пассажиров «Сент-Луиса».
В 1976 году вышел британский художественный фильм «Путешествие проклятых», подробно рассказывающий об этих событиях. Фильм снят по одноимённой книге Гордона Томаса и Макса Морган-Уиттса (1974).
В 2018 году премьер-министр Канады Джастин Трюдо принёс официальные извинения еврейскому народу за то, что канадские власти отказались принять беженцев на «Сент-Луисе» в 1939 году.

## Дальнейшая судьба «Сент-Луиса»
Высадив своих пассажиров, капитан Густав Шрёдер направил судно в Гамбург, где оно благополучно пережило почти всю войну. Корабль был приписан к германскому военно-морскому флоту и 30 августа 1944 года вблизи города Киль он получил сильные повреждения от бомбардировок, проводимых союзными войсками. Впоследствии «Сент-Луис» был восстановлен и использовался в Гамбурге как плавучая гостиница вплоть до 1946 года. В 1952 году он был признан негодным к дальнейшей эксплуатации и отдан на слом.